# Safarel Obiang
Pour les articles homonymes, voir Obiang.
Safarel Obiang à l'état civil Goore Bastien Junior est un auteur-compositeur-interprète, chorégraphe, danseur, mannequin, disc-jockey et arrangeur ivoirien du Coupé-décalé.

## Biographie
Safarel Obiang est né le 10 juin 1990, dans le centre-ouest de la Côte d'Ivoire. Safarel Obiang fait ses premiers pas dans la musique dès son jeune âge. Il poursuit ses études en vivant sa passion et sort son premier single Shamakwana en 2008. Il fait ensuite paraître, en 2010, Kebaro – réalisé en featuring avec l'artiste Bebi Philip.
Safarel sort ensuite un autre single Kuitata, en featuring, cette fois, avec l'artiste feu S-Kelly. Il révèle un autre single intitulé Graté Graté Grattanhou à son public le 10 mars 2018.
Depuis le début de sa carrière, l'artiste a sorti plusieurs singles qui enrichissent son palmarès. Autrefois surnommé le mannequin, l'artiste a également  travaillé dans une agence de mannequinat italienne du nom de Bianconero.

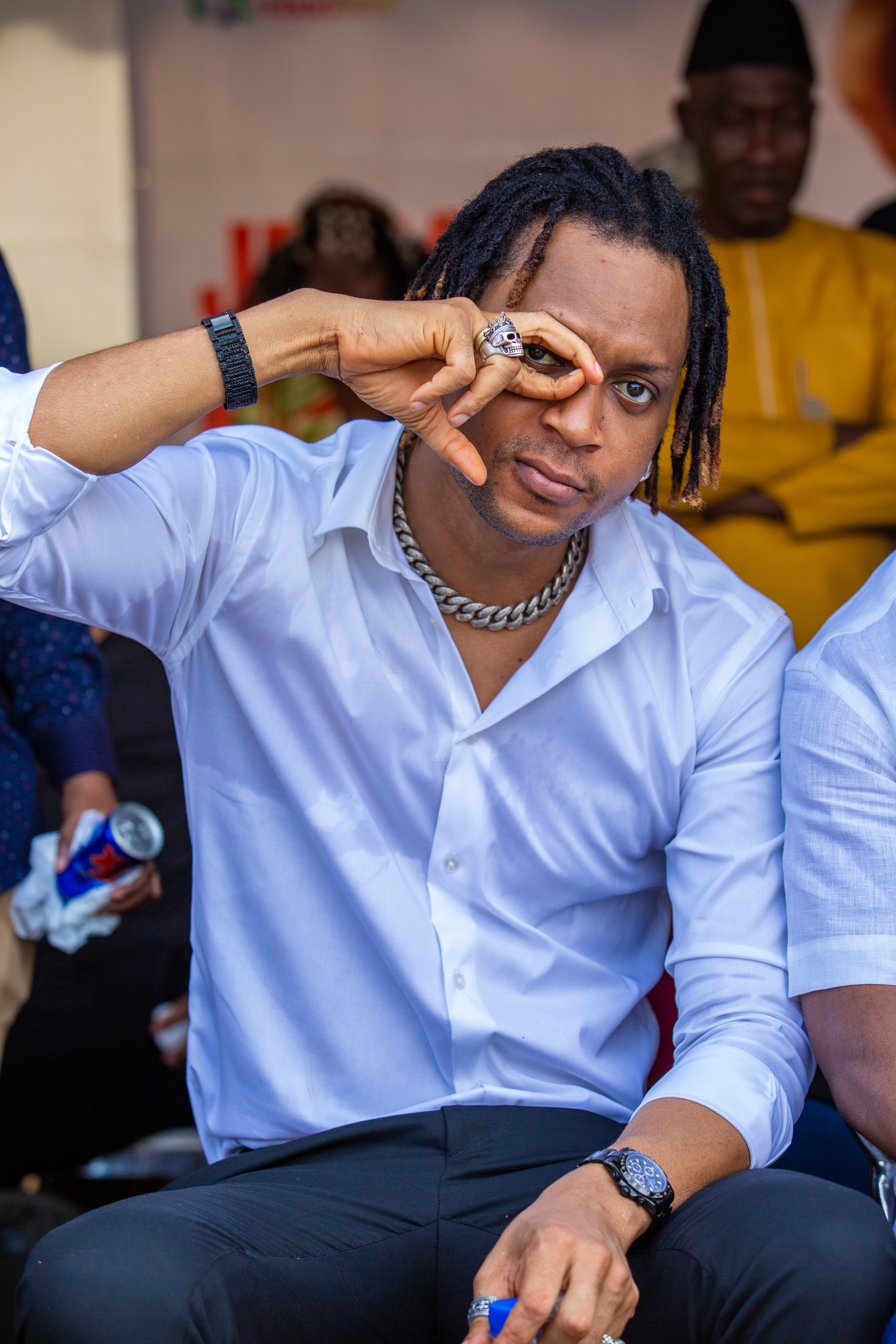
Safarel Obiang à la cérémonie d'ouverture du Femua 15

## Discographie
Singles
- 2023 : Ils sont où ? (Safking Prod[4])
- 2022 : Débordement (Universal Music Africa)
- 2021 : Non au racisme (Universal Music Africa)
- 2021 : Tchoutchou (Universal Music Africa)

- 2021 : Drill décalé (Universal Music Africa)
- 2021 : Lehi (Universal Music Africa)
- 2021 : Shaka Zulu (Universal music africa)
- 2021 : Woyo Woyo (Universal music africa)
- 2021 : Abougor (Universal Music Africa)
- 2021 : Yaya Dance (Universal Music Africa)
- 2021 : Décaler (Universal Music Africa)
- 2017 : Kpoaah (Star Factory Music[5])
- 2016 : Ploto Nayo (Universal Music Africa)
- 2011 : Kuitata (Universal Music Africa)
- 2008 : Kebaro (Universal Music Africa)
- 2008 : Yaya Danse

## Récompenses et nominations
- 2021 : Meilleur artiste duo, ou groupe en danse chorégraphie africaine[6], AFRIMA Awards – All Africa Music Awards
- 2019 : Meilleur artiste francophone[7], African Talent Awards
- 2019 : Meilleur manager d’artiste[8], Primud – Prix international des musiques urbaines et du coupé-décalé
- 2019 : Primud d'or (Meilleur artiste du coupé décalé[8]), Primud
- 2018 : Meilleur artiste masculin du coupé-décalé[9], Primud
- 2016 : Meilleure chorégraphie, Awards du coupé-décalé[10]